# Museu de la Paraula i la Imatge
El Museu de la Paraula i la Imatge és un museu situat a San Salvador (El Salvador) que va sorgir d'una iniciativa ciutadana i es va establir legalment com una fundació. El MUPI té la missió de recuperar, preservar i ensenyar al públic elements de la cultura i la història d'El Salvador. A més de les activitats educatives i culturals que realitza i l'exposició permanent que es pot veure a la seu del museu de San Salvador, també organitza exposicions itinerants. L'objectiu d'aquestes mostres, dedicades a temes d'identitat, cultura i memòria històrica, és fer arribar el coneixement d'aquests temes a totes les zones del país.
La història d'El Salvador està marcada per dos episodis històrics impossibles d'oblidar per la quantitat de víctimes que van provocar. Un és la colonització espanyola, que va perpetrar el genocidi de gran part de població indígena, i l'altre la guerra civil que va patir el país durant dotze anys. Una guerra entre les Forces Armades d'El Salvador i els grups guerrillers del Frente Farabundo Martí para la Liberación Nacional. El conflicte va costar la vida de més de 75.000 persones entre morts i desapareguts, i finalment va acabar amb un acord de pau signat a Mèxic l'any 1992.